# Gotthold Ephraim Lessing
Pour les articles homonymes, voir Lessing.
 (juin 2025).
Gotthold Lessing, né le 22 janvier 1729 à Kamenz en électorat de Saxe et mort le 15 février 1781 dans la capitale de la principauté de Brunswick, est un écrivain, critique et dramaturge allemand.

## Biographie
Fils d’un pasteur et théologien réputé Johann Gottfried Lessing (1693–1770) de Lusace, Lessing est l’aîné de dix garçons. Déjà lecteur assidu à douze ans, il entre dans la célèbre Fürstenschule (école du Prince) de Saint Afra de Meissen où il acquiert une bonne connaissance du grec, du latin et de l’hébreu. À cette époque, son admiration pour Plaute et Térence lui donne envie d’écrire des comédies. À l’automne 1746, il entre à l’université de Leipzig pour y étudier la théologie, mais ses véritables centres d’intérêt sont la littérature, la philosophie et l’art. Il se livre aux exercices qui développent la force et la souplesse du corps, fréquente le théâtre et se lie avec des comédiens. Après avoir étudié quelque temps la médecine et les mathématiques, il s’installe en 1747 chez son cousin l’écrivain Mylius, un auteur comique avec lequel il débute au théâtre.
Il devient l’ami des écrivains Mylius et Weiße, dont les opinions peu orthodoxes l’influencent. Son père, affligé de cette direction d’esprit, le rappelle subitement auprès de lui. Reconnaissant que son fils avait acquis des connaissances solides et variées, il veut lui faire reprendre les études de théologie. Lessing retourne donc à Leipzig, passe à Berlin où il reste trois ans, et à Wittemberg où il étudie la philologie. En 1752, il obtient une maîtrise de lettres qui lui permet de vivre de sa plume et de devenir précepteur. Cette petite ville lui étant devenue insupportable, il retourne à Berlin en 1753 où il se lie étroitement avec Ramler, Nicolai, von Kleist, Sulzer, Sophie Charlotte Ackermann et surtout Mendelssohn, etc. De 1756 à 1758, il voyage en Angleterre.
Lessing séjourne ensuite trois années à Leipzig, qui comptent parmi les plus actives et fécondes de sa vie. En 1760, il accompagne, en qualité de secrétaire, le général de Tauenzien à Breslau, revient de nouveau à Berlin en 1765, et va, deux ans plus tard, fonder à Hambourg un théâtre national, qu’il ne peut soutenir que deux ans, mais qui, malgré son insuccès, accroît sa réputation littéraire. Il essaye aussitôt, mais non moins infructueusement, de fonder une librairie savante à Hambourg. En 1769, il devient membre de l'Académie royale des sciences et des lettres de Berlin. Enfin, en 1770, il devient bibliothécaire et conseiller à Wolfenbüttel, où Ferdinand, le prince héréditaire de Brunswick, l’établit libéralement, en disant qu’il ne met pas Lessing au service de la bibliothèque, mais la bibliothèque au service de Lessing.
Dans la nuit du 14 au 15 octobre 1771, il est initié en Maçonnerie dans la loge Zu den drei goldenen Rosen (Aux trois Roses d'or) de Hambourg,.
Il visite l’Italie vers cette époque. Ses dernières années sont remplies de controverses théologiques, dans lesquelles il prend contre Goeze (en) le parti de la tolérance. En 1776, Lessing épouse Eva König, une veuve avec laquelle il était lié depuis plusieurs années. Elle meurt en 1778 en mettant au monde un enfant non viable. Après ce drame, il devient dépressif et s’éteint le 15 février 1781.

## Les thématiques

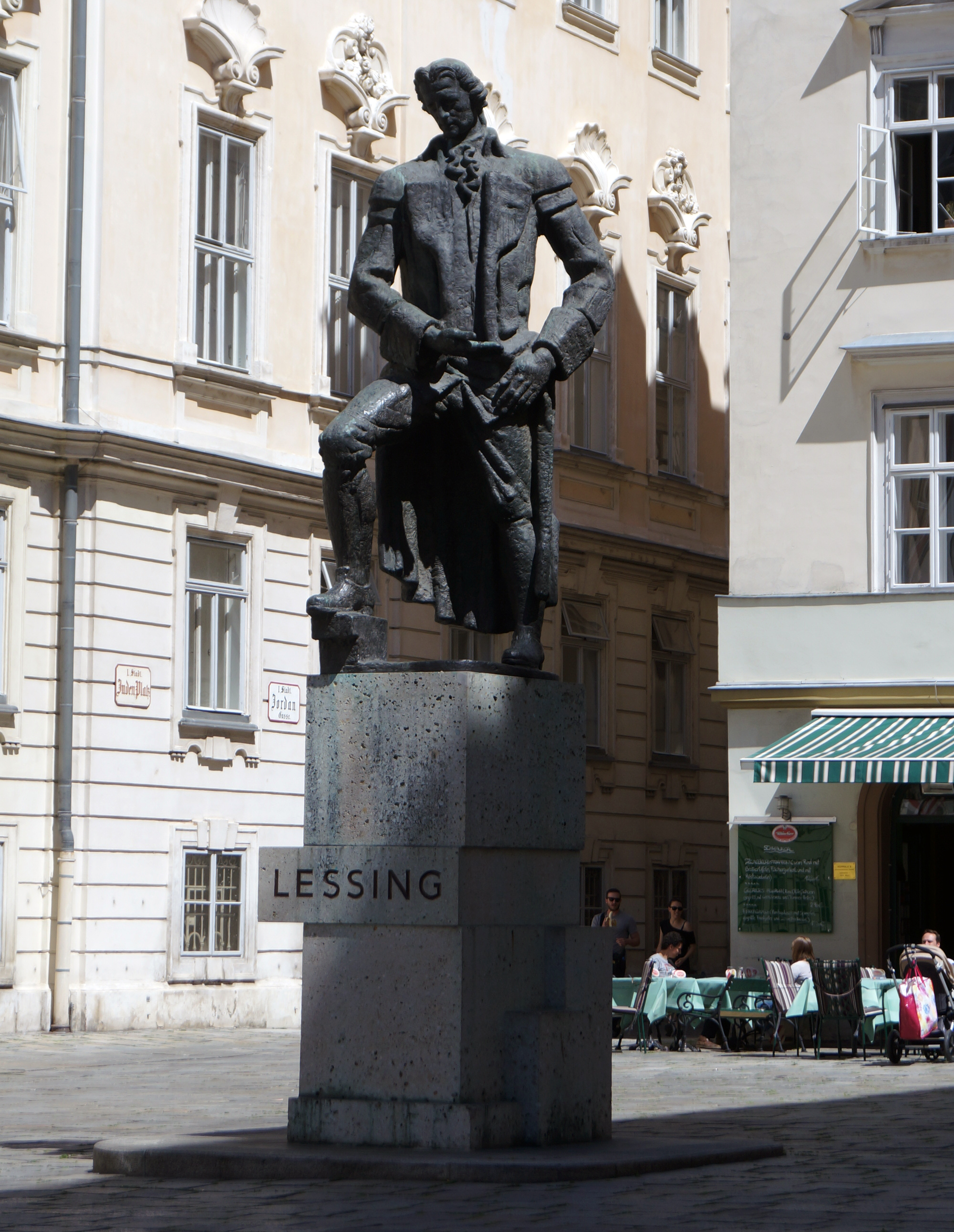
Statue de Lessing par Siegfried Charoux (1896-1967) sur la Judenplatz de Vienne.

Lessing a surtout marqué la littérature allemande comme un critique, un didacticien et un polémiste original. Sa langue est un modèle de clarté, de vivacité, d’agrément et souvent de force. Il a au plus haut point le sentiment de l’art et de ses rapports avec la nature et la vie. Influencé par les critiques français de l’école encyclopédique, Lessing est, en art, réaliste par tendance autant que par système, et en philosophie, proche du scepticisme de Bayle et de Voltaire. Constatant la stérilité produite en Allemagne par l’imitation servile de la littérature française, il préfère les auteurs anglais. Il professe pour Shakespeare la même admiration que Klopstock pour Milton. Germaine de Staël l’a caractérisé lorsqu’elle écrit : Lessing écrivit en prose avec une netteté et une précision tout à fait nouvelles. La profondeur des pensées embarrasse souvent le style des écrivains de la nouvelle école ; Lessing, non moins profond, avait quelque chose d’âpre dans le caractère qui lui faisait trouver les paroles les plus précises et les plus mordantes. Il était toujours animé dans ses écrits par un mouvement hostile contre les opinions qu’il attaquait, et l’humeur donne du relief aux idées. Il s’occupa tour à tour du théâtre, de la philosophie, des antiquités, de la théologie, poursuivant partout la vérité, comme un chasseur qui trouve encore plus de plaisir dans la course que dans le but. Son style a quelque rapport avec la concision vive et brillante des Français ; il tendait à rendre l’allemand classique... C’est un esprit neuf et hardi, et qui reste néanmoins à la portée du commun des hommes ; sa manière de voir est allemande, sa manière de s’exprimer européenne. Dialecticien spirituel et serré dans ses arguments, l’enthousiasme pour le beau remplissait pourtant le fond de son âme ; il avait une ardeur sans flamme, une véhémence philosophique toujours active, et qui produisait, par des coups redoublés, des effets durables[réf. nécessaire].

### L'esthétique et les lois du beau
Les principes de critique littéraire et d’esthétique de Lessing sont exposés dans de nombreux ouvrages. Le plus célèbre est son Laokoon (Laocoon, 1766), qui a pour objet propre la détermination des limites respectives des arts plastiques et de la poésie. Dans cette suite de dissertations ingénieuses et savantes intéressant à la fois le critique, l’artiste et l’archéologue, Lessing enseigne que la première loi de l’art est la beauté et que le caractère particulier de la poésie est l’action. L’art qui s’adresse aux yeux ne doit traduire, de l’action développée par le poème, que les détails qui, offerts à la vue, ne détruisent pas la beauté. Témoin le précieux groupe de Laocoon découvert à Rome en 1506, qui est loin d'être une traduction fidèle de la magnifique scène décrite au deuxième livre de l'Énéide. Aucun exemple ne marque mieux les différences qu’entraîne, entre les règles de l’art plastique et de la poésie, la distinction de leurs conditions essentielles : Le poète, selon Lessing, travaille pour l’imagination, et le sculpteur pour l’œil. Celui-ci ne peut imiter toute la réalité qu’en blessant les lois du beau ; il ne reproduit qu’une situation, qu’un instant, tandis que le poète développe l’action tout entière.[réf. nécessaire] Le Laocoon a été traduit en français par Charles Vanderbourg (1802)[Où ?].

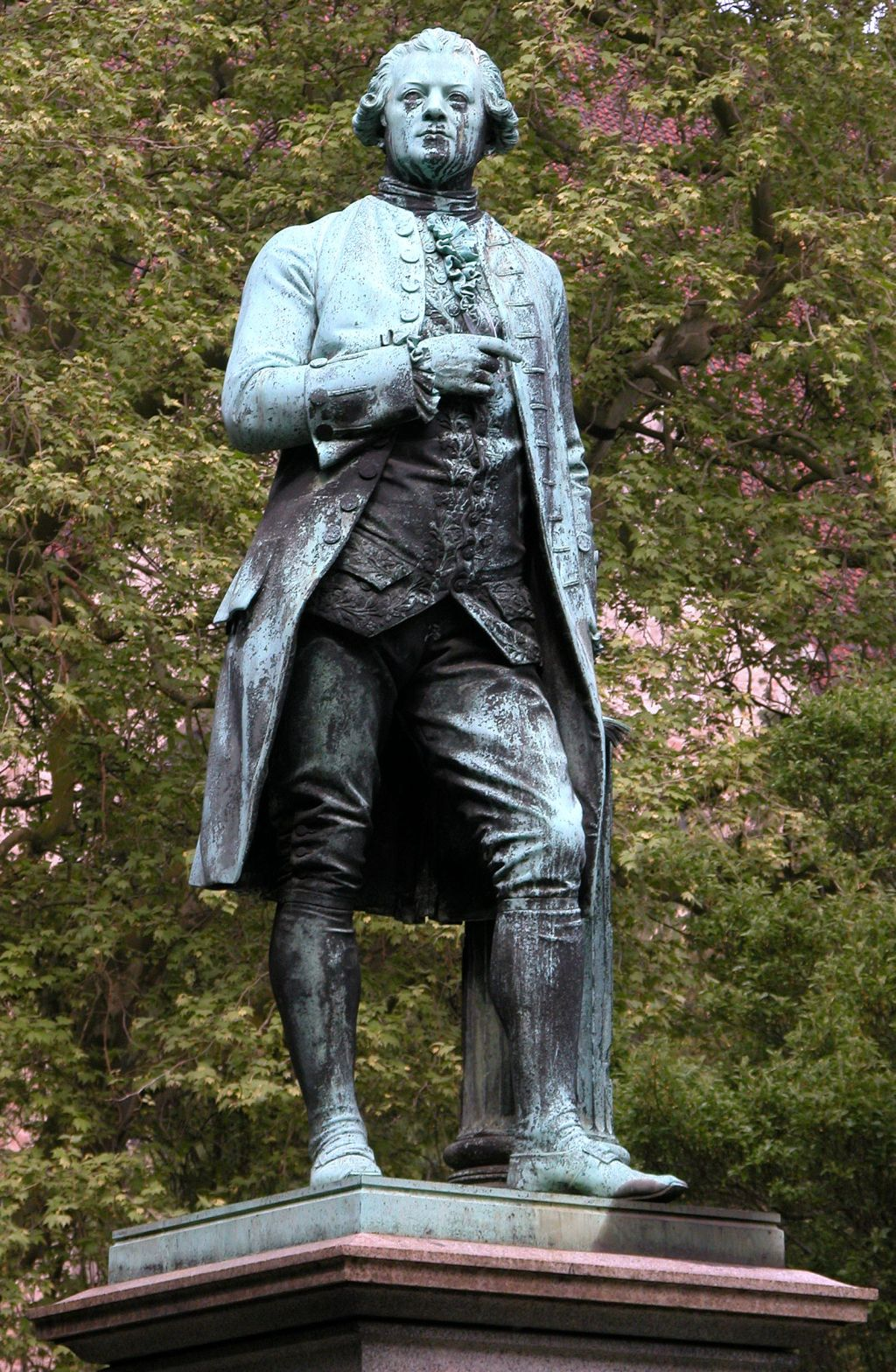
Monument à Lessing à Brunswick.

On trouve la théorie de Lessing sur l’art dramatique allemand et sur le théâtre en général dans la Hamburgische Dramaturgie (Dramaturgie de Hambourg ; 1767-1768) qui est, à proprement parler, le journal du théâtre dont Lessing était directeur. L'objet de ce journal était de rendre compte des pièces représentées, d’en juger la valeur, d’en constater et d’en expliquer le succès ou la chute. Lessing y combat de toutes ses forces l’imitation de la tragédie française comme le principal obstacle de l’établissement d’un art national allemand. Il y dénonce la règle des trois unités et démontre que c’est par erreur qu’on l’a attribuée à Aristote. Il rejette les modèles français pour chercher à constituer un type de drame tragique, en combinant la poétique d’Aristote avec l’exemple des maîtres grecs, de Shakespeare et de Calderón et les idées de Diderot. La Hamburgische Dramaturgie a été traduite en français par Mercier et Juncker en 1785).
On citera, parmi les autres ouvrages de critique de Lessing, les Antiquarische Briefe (Lettres archéologiques ; 1768-1769), destinées à défendre les idées du Laocoon contre les objections du professeur Klotz, de Halle ; Abhandlungen über die Fabel (Dissertations sur la fable ; 1759), où il s’occupe surtout de la moralité de ce genre littéraire ; Anmerkungen über das Epigramm (Réflexions sur l’épigramme ; 1771) ; Beiträge zur Historie und Aufnahme des Theaters (Mélanges d’histoire dramatique ; 1750), avec Mvlius ; Theatralische Bibliothek (Bibliothèque théâtrale ; 1754) ; Wie die Alten den Tod gebildet (De la Peinture de la mort chez les anciens ; 1769); des Literaturbriefe (Lettres littéraires), traitant de Shakespeare et de la formation d’un théâtre allemand.

## Son œuvre
Indépendamment des éditions particulières des divers ouvrages ou séries d’ouvrages de Lessing, il a été donné plusieurs éditions de ses Œuvres complètes (Berlin, 1771-1794, 30 vol. ; 1825-1828, 32 vol. ; 1838-1840, 13 vol., édition. Lachmann, très estimée).
Lessing avait un frère plus jeune, Charles-Gotthelf, né en 1740, mort en 1812, directeur de la Monnaie à Breslau et auteur de quelques comédies, qui a publié les ouvrages posthumes de son frère.

### Théâtre

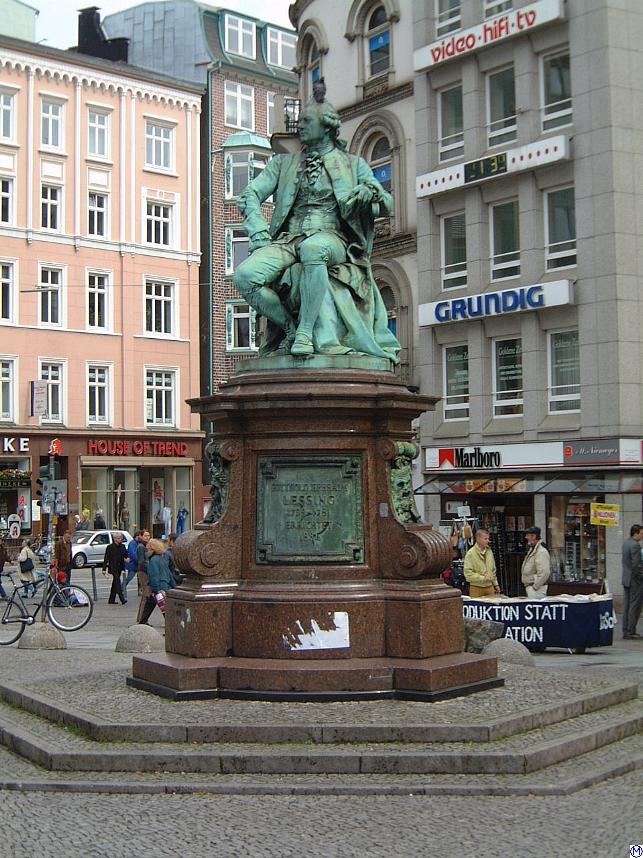
Statue de Lessing à Hambourg, œuvre de Fritz Schaper

Les ouvrages originaux où Lessing applique lui-même ses principes appartiennent surtout au théâtre. Il suffit de rappeler ses drames de jeunesse : Damon, ou la Véritable amitié (1747) ; le Jeune savant (1747), satire contre l’érudition stérile et pédante ; le Misogyne (1748) ; la Vieille fille (1749) ; les Juifs (1749), où sont combattus les préjugés contre cette religion ; der Freigeist (l’Esprit fort ; 1749), dirigé contre l’athéisme ; les femmes sont des femmes (Weiber sind Weiber ; 1749). Les drames suivants sont des œuvres de transition : Miss Sara Sampson (1755), tragédie bourgeoise en cinq actes, dont le sujet, tiré de Clarissa Harlowe, est traité dans le goût de la sentimentalité allemande ; Philotas (1759), tableau larmoyant du dévouement à la patrie.
On met à part, comme les meilleures œuvres de Lessing et comme marquant enfin l’avènement du drame national, les trois compositions de Minna de Barnheim, en cinq actes (1763), considérée comme la première comédie vraiment allemande, et où respire l’esprit guerrier qui animait l’armée du grand Frédéric à la fin de la guerre de Sept Ans ; Emilia Galotti, le chef-d’œuvre de l’auteur dans le genre tragique et dont le sujet est l’histoire de Virginie, transportée à Venise, Lessing ayant choisi un fait de l’histoire étrangère pour mieux laisser passer ses idées sur les intérêts et la situation politique de son pays ; Nathan le Sage (1779), dont le sujet, emprunté au conte des Trois Anneaux de Boccace, a pour morale que tous les hommes honnêtes méritent la même estime sans acception de foi religieuse : plus faite pour la lecture que pour la scène, cette pièce, qui manque d’action, compte parmi les productions les plus pures et les plus élevées de Lessing et de son temps.[non neutre] Ces trois dernières œuvres ont été traduites dans le recueil des Chefs-d’œuvre des théâtres étrangers de Barante. Les mêmes pièces et quelques autres, l’Esprit fort, le Misogyne, Sara Sampson, Philotas, etc., ont été aussi traduites par Juncker et Liébault, dans leur Théâtre allemand, par Kriedel et Bonneville, par Cacault, etc. Nathan l’a encore été par Herm. Hirsch (Paris, 1863, in-18). Minna a été imitée par Rochon de Chabannes, dans ses Amants généreux, et Nathan par Chénier et Cubières.

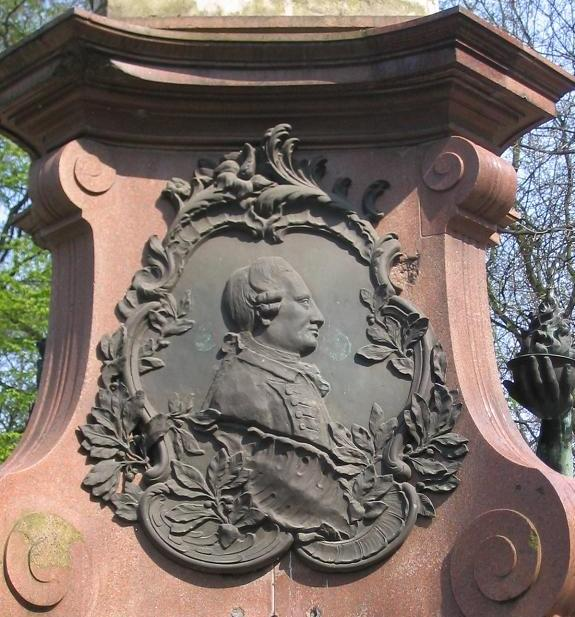
Monument dédié à Lessing au Tiergarten de Berlin.

Dans Les Souffrances du jeune Werther, Emilia Galotti est le livre que Werther laisse ouvert à l’attention de Charlotte le jour où il se suicide par amour pour elle : « Du vin il n’avait bu qu’un verre. Emilia Galotti était ouvert sur son pupitre ».

### Fables
Un des livres de Lessing les plus connus hors d’Allemagne est son recueil de Fables, en prose (1759), acceptées comme le modèle d’un genre dont il donnait en même temps la théorie : envisageant sous un jour étroit le but moral qu’il visait, il tendait à ramener le récit à la simplicité d’Ésope, sans chercher à réformer les mœurs en les peignant. Ces Fables, qui figurèrent dans tous les recueils de lectures allemandes, ont été plusieurs fois traduites en français (Paris, 1764, 1770, 1811).

### Philosophie
Comme écrits plus spécialement philosophiques de Lessing, où l’on trouve toutes les qualités ordinaires de l’auteur, les cinq entretiens intitulés : Ernst et Falk (1778-1780), et surtout die Erziehung des Menschengeschlechts (Éducation de l’humanité ; 1780), ouvrage qui ouvre les voies à toute l’école philosophique de Herder. Il ne faut pas oublier enfin quelques publications théologiques : Berengarius turonensis, oder Ankündigung (Bérenger de Tours, ou Découverte d’une œuvre importante de cet auteur, etc.; 1770), qui fut l’occasion de violentes attaques de la part des théologiens allemands, surtout de celles de Goetze, pasteur à Hambourg ; l’Anti-Goetze, pamphlet spirituel qui fit retirer à l’auteur l’autorisation de se faire imprimer à Wolfenbüttel ; das Testament Johannis (l’Évangile de Jean ; 1777) ; Über den Beweis des Geistes und der Kraft (l’Esprit et la force ; 1778), etc.
En septembre 1785 Friedrich Heinrich Jacobi fit paraître Lettres à Moses Mendelssohn sur la philosophie de Spinoza. Il révélait qu'au cours d'une conversation de juillet (?) 1780 avec Lessing, celui-ci lui avait déclaré : "Έν καì Πãν [Hen kai pân : Un et Tout] : je ne sais rien d'autre. (...) Il n’y a pas d’autre philosophie que la philosophie de Spinoza." Jacobi, lui, s'opposait au spinozisme, qui tient la liberté pour une illusion, et qui, surtout, selon lui, aboutit à l'athéisme, comme, d'ailleurs, le rationalisme. Les positions étaient prises : Aufklärung (la Philosophie des Lumières, rationaliste, représentée jusqu'alors par Lessing) contre Schwärmerei (irrationalisme, illuminisme attribués prestement à Jacobi). Ainsi naissait la querelle du panthéisme, qui dura de 1785 à 1815 au moins. Moses Mendelssohn découvrait que Lessing, son maître et ami, figure des Lumières, adhérait au spinozisme, donc, potentiellement au panthéisme, et, de là, à l'athéisme.

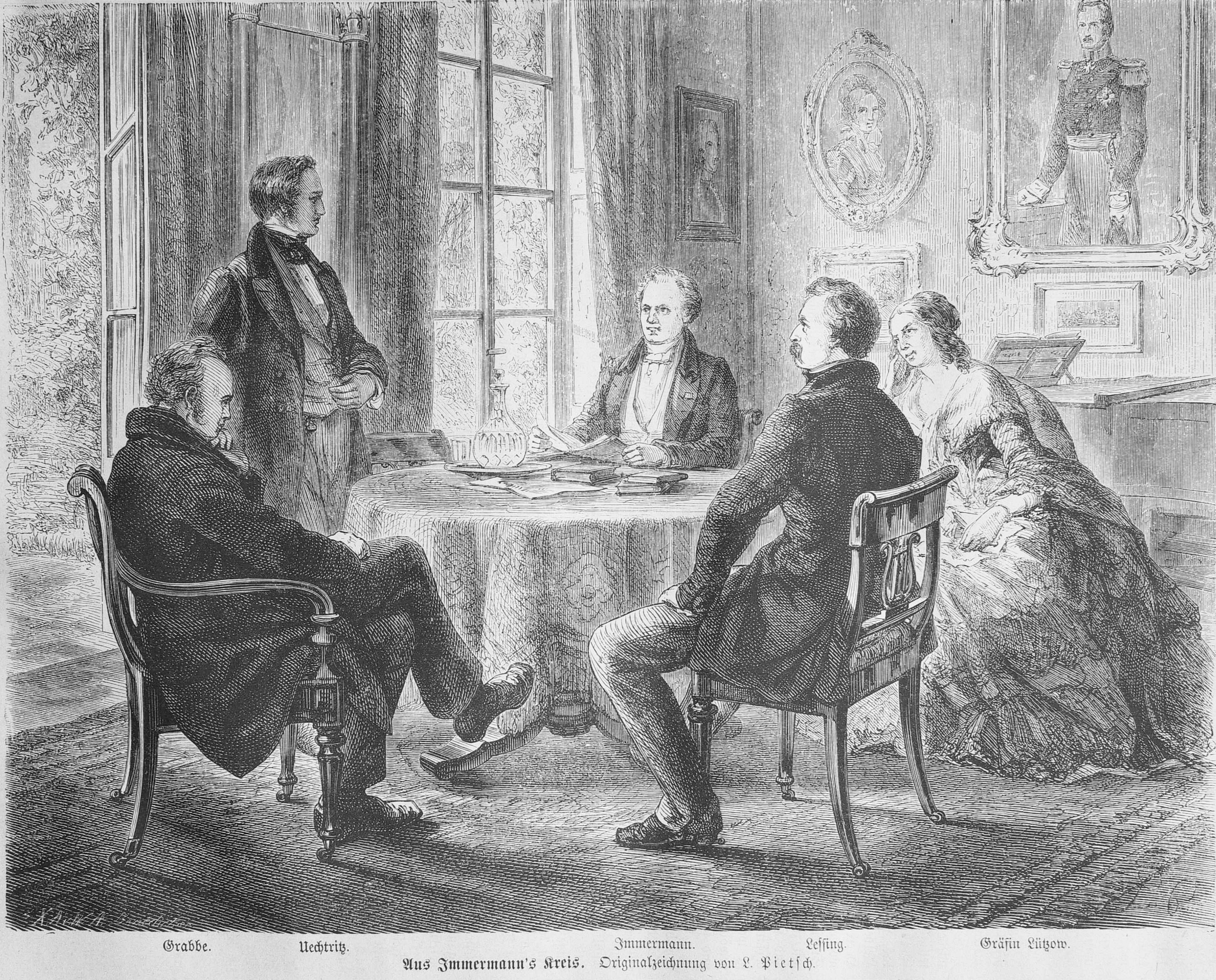
Dans le salon d'Elisa von Ahlefeldt. (de gauche à droite) Christian Dietrich Grabbe, en compagnie de Friedrich von Uechtritz, Carl Leberecht Immermann, Gotthold Ephraim Lessing et Elisa von Ahlefeldt. Journal Belvédère (1868).

## Œuvres
Théâtre

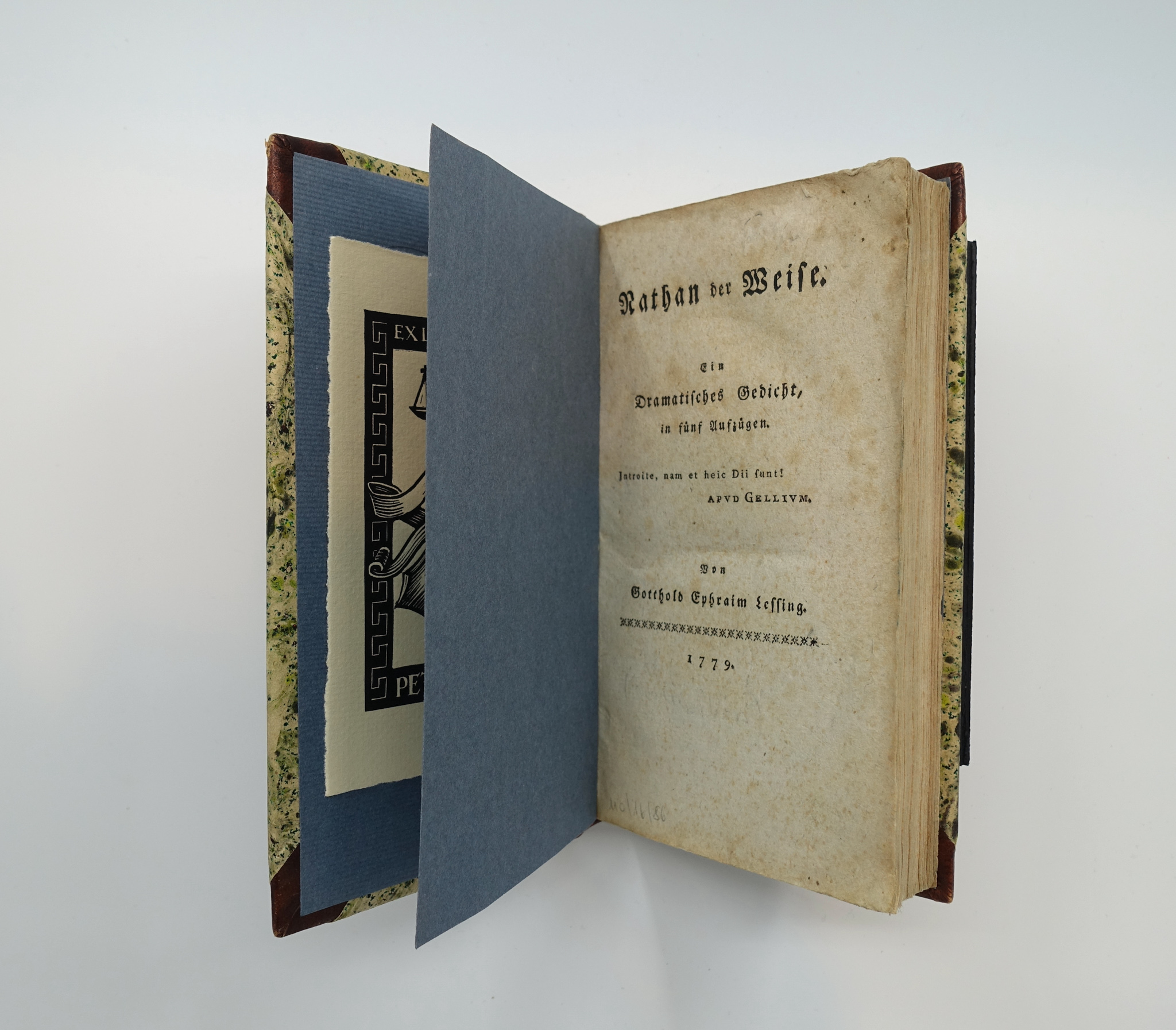
Nathan le Sage, édition de 1779, dans la collection du musée juif de Suisse.

- Nathan le Sage, édition de 1779, dans la collection du musée juif de Suisse. Les Juifs  (1749), Paris, Circé, 2011, coll. "Théâtre",  trad. fr. Jean-Louis Besson et Jean Jourdheuil,  (ISBN 2842422716).
- Miss Sara Sampson (1755).
- Faust (vers 1759). « Demeuré à l'état de fragment. Drame réaliste bourgeois substituant à Méphistophélès un mauvais conseiller ».
- Minna von Barnhelm (1767), trad. fr. Paris, José Corti, 1997. "Comédie sérieuse".
- Emilia Galotti (1772), trad. fr. P. Sucher, Paris, Aubier-Montaigne, 1940. "Tragédie de la vertu et de l'honneur" (P. Grappin)
- Nathan le Sage (1779), trad.fr., Paris, Gallimard, 2006, coll. "Folio Théâtre",  (ISBN 2070318141).
- Théâtre complet de Lessing, trad. fr. Félix Salle, 1870, 3 tomes.

Essais
- Traités sur la fable (1759), trad. fr. Paris, Vrin, 2008.
- Lettres sur la littérature moderne, 1759-1765.
- Sur la réalité des choses en dehors de Dieu (Über die Wirklichkeit der Dinge ausser Gott, 1763). Trad. fr. in Herder, Dieu. Quelques entretiens, Paris, PUF, 1998, p. 127-160. Philosophie religieuse de Lessing qui devait beaucoup à Spinoza (P. Grappin).
- Laocoon ou Des frontières respectives de la poésie et de la peinture (1766-1768), trad. fr. Paris, Klincksieck, 2011, coll. "L'esprit et les formes",  (ISBN 2252038209).
- La Dramaturgie de Hambourg (1767-1769), trad.fr., Bruxelles, Klincksieck, 2009.
- Comment les Anciens représentaient la Mort (1769), trad. fr. Paris, Hermann, 1968 (avec Laocoon).
- Sur la preuve de la force et de l'Esprit (1777).
- Ernst et Falk. Dialogues maçonniques (1778-1780), trad. fr. Lionel Duvoy, Paris, Dervy, 2011 (édition du texte intégral établie par Lionel Duvoy).
- L'Éducation du genre humain (1780), trad. fr. P. Grappin, Paris, Aubier, 1946 (suivi de : Dialogues maçonniques).

Fables
- Fables de Lessing en prose, avec des notes (Lessing's Fabeln, in ungebundener Rede) trad. fr. par Jean-Frédéric Simon, Paris,Périsse et Compère, 1814.